# Raika Murakami
Raika Murakami (japanisch 村上 来花 Murakami Raika; * 13. Januar 2004) ist eine japanische Leichtathletin, die sich auf den Hammerwurf spezialisiert hat.

## Sportliche Laufbahn
Erste internationale Erfahrungen sammelte Raika Murakami im Jahr 2022, als sie bei den U20-Weltmeisterschaften in Cali mit einer Weite von 61,45 m die Bronzemedaille im Hammerwurf gewann. Im Jahr darauf gewann sie bei den Asienmeisterschaften in Bangkok mit 64,17 m die Bronzemedaille hinter der Chinesin Zhao Jie und ihrer Landsfrau Joy McArthur, ehe sie bei den World University Games in Chengdu mit 63,63 m den sechsten Platz belegte. 2025 belegte sie bei den Asienmeisterschaften in Gumi mit 63,60 m den fünften Platz und anschließend belegte sie bei den World University Games in Bochum mit 60,54 m den zehnten Platz.
2025 wurde Murakami japanische Meisterin im Hammerwurf.